# Donald Triplett

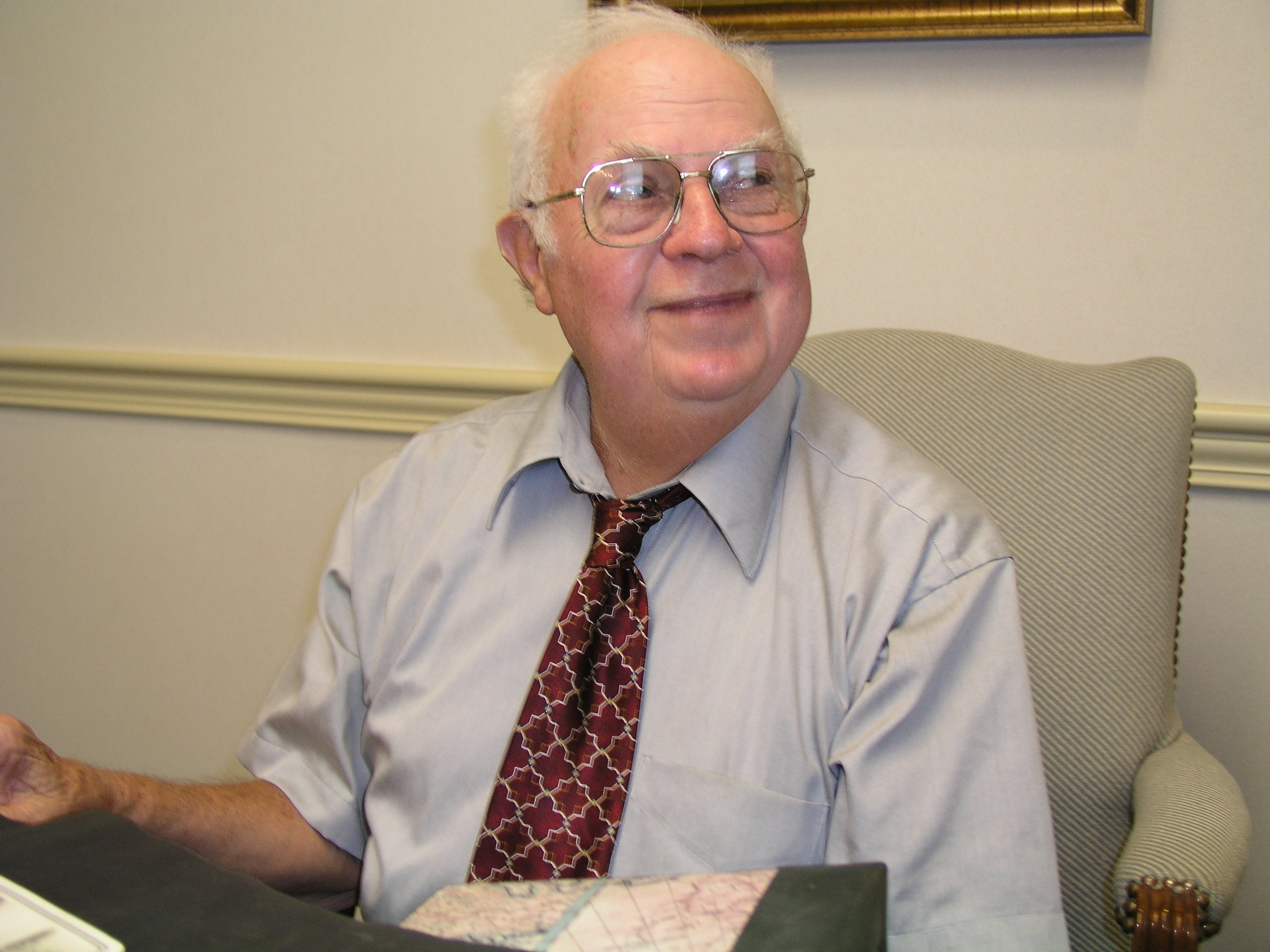
Donald Triplett

Donald Gray Triplett (geboren 8. September 1933 in Forest, Mississippi; gestorben 15. Juni 2023 ebenda) war als Kind die erste Person, die von einem Kinderpsychiater als autistisch diagnostiziert wurde. Im Rahmen einer Studie von Leo Kanner, in der er die Verhaltensmuster von elf Kleinkindern mit Entwicklungsbeeinträchtigungen beobachtete, wurde Triplett unter der Abkürzung „Donald T.“ als Fall eins bezeichnet. Triplett war bekannt für seine Inselbegabungen, insbesondere die Fähigkeit, auf einem Klavier gespielte Musiknoten zu benennen und schnelle mentale Multiplikation durchzuführen.

## Frühes Leben
Donald Triplett wurde am 8. September 1933 als ältester Sohn von Beamon Triplett, einem Anwalt, und Mary Triplett, eine Lehrerin aus einer wohlhabenden Familie, in Forest, Mississippi, geboren. Anfangs war Donald ein sehr introvertiertes Kind, das weder auf die Gesten noch auf die Stimmen seiner Eltern reagierte. Seine Sprache war ungewöhnlich, er spielte nicht mit anderen Kindern und schien anderen gegenüber distanziert zu sein. Triplett wurde im Alter von drei Jahren in ein Heim eingewiesen, aber seine Eltern holten ihn ein Jahr später wieder heraus. Sein Vater beschrieb ihn als sozial zurückgezogen, aber interessiert an Zahlenmustern, Musiknoten, Buchstaben des Alphabets und Bildern von US-Präsidenten. Im Alter von einem Jahr, so erinnerte sich sein Vater, „konnte er schon viele Melodien summen und singen“. Seine Eltern hatten große Schwierigkeiten, ihn zum Essen zu bewegen, auch wenn er andere Kinder beim Essen beobachten konnte. Im Alter von zwei Jahren konnte er den 23. Psalm des Alten Testaments rezitieren und kannte 25 Fragen und Antworten aus einem presbyterianischen Katechismus auswendig. Zu Weihnachten in jenem Jahr sang er mit perfekter Tonhöhe ein ganzes Lied, das er nur einmal gehört hatte.
Im Oktober 1938 besuchten Donald und seine Eltern das Harriet Lane Home, ein renommiertes Lehrkrankenhaus für Kinder in Baltimore, Maryland, um Leo Kanner zu konsultieren. Donald hatte dort mehrere Termine, aber bei jedem Besuch schaute er die drei anwesenden Ärzte nicht einmal an. Stattdessen ging er zum Schreibtisch, um in den Papieren und Büchern herumzuwühlen. Kanner eröffnete Gespräche, um seine „obsessive Natur“ zu betrachten. Er stellte Donald auch Fragen zur Subtraktion, auf die Donald merkwürdigerweise antwortete: „Ich werde ein Sechseck zeichnen.“ Bei seinem ersten Treffen mit Kanner wurde Donald dabei beobachtet, wie er den Kopf von einer Seite zur anderen schüttelte, dieselbe dreistimmige Melodie wiederholte, alles drehte, was er in die Finger bekam, und Gegenstände nach Farben ordnete, sehr zu seiner eigenen Belustigung. Kanner notierte, dass sich die meisten seiner Handlungen wiederholten, „sie wurden genau so ausgeführt, wie sie ursprünglich ausgeführt worden waren“. Oft sprach er wahllos Wörter oder Sätze aus, was einen Großteil seiner verbalen Produktion und Sprache ausmachte. Ein weiteres Problem, das Donald mit der Sprache hatte, war sein Verständnis für die Bedeutung von Wörtern. Wörter hatten für Donald eine „buchstäbliche, starre Bedeutung“, und er war nicht in der Lage, die Bedeutung eines Wortes zu erkennen und auf einen anderen Kontext anzuwenden; jedes Wort hatte eine bestimmte, festgelegte Definition und Assoziation in seinem Kopf. Die meisten Gespräche mit Donald bestanden aus einer Flut von Fragen. Schließlich stellte Kanner fest, dass die Beziehung, die Donald zu anderen unterhielt, von der Art war, dass er etwas wissen musste oder wollte.
Als Triplett nach Hause zurückkehrte, schien sich sein Verhalten zu verbessern, und er lernte, einfache Melodien auf dem Klavier zu spielen. Er konnte sich besser konzentrieren und reagierte deutlicher auf seine Umgebung und andere Menschen. Er hatte jedoch immer noch autistische Meltdowns (damals als „Wutanfälle“ bezeichnet, als man noch sehr wenig über Autismus wusste) und zeigte einige beunruhigende Verhaltensweisen, wie z. B. auf Tischen stehen, Essen in sein Haar stecken, auf Papier kauen und Hausschlüssel in den Abfluss stecken. Er lernte fünfzehn Wörter aus einer Enzyklopädie und wiederholte sie immer wieder ohne Zusammenhang. Er schaute die Menschen beim Sprechen nicht mehr an und verwendete keine ausdrucksstarken Gesten. Nur wenn er etwas brauchte, wurde er kommunikativ. Sein Interesse verflog, sobald man ihm gab, was er brauchte, oder sagte, was er hören wollte.

## Bildung und Berufsleben
Auf Drängen von Kanner lebte Triplett ab seinem 11. Lebensjahr für vier Jahre auf einem Bauernhof in der Nähe von Forest. Dort konnte er seine Vorliebe für das Zählen und Messen im bäuerlichen Alltag umsetzen und auch mit landwirtschaftlichen Aufgaben wie dem Pflügen helfen. Danach besuchte er die örtliche High School, wo seine Lehrer und Mitschüler ihn als „einen von ihnen“ akzeptierten und schützten. Im Jahr 1958 machte er seinen Bachelor-Abschluss in Französisch am Millsaps College in Jackson, Mississippi. Danach kehrte er in seine Heimatstadt zurück, wo er 65 Jahre lang in einer örtlichen Bank arbeitete, die teilweise seinem Vater gehörte.
Zu seinen Hobbys gehörte das tägliche Golfspiel. Mit Ende 20 lernte er Autofahren und reiste in seiner Freizeit um die Welt.

## Vermächtnis
Mit dem Besuch des Patienten Donald Triplett und seinen Eltern bei Leo Kanner wurde eine Beobachtungsstudie angestoßen, die 1943 in einem Beitrag mit dem Titel Autistic Disturbances of Affective Contact (Autistische Störungen des affektiven Kontakts) in der Fachzeitschrift Nervous Child veröffentlicht wurde. Dieser war eine der meistzitierten Arbeiten über Autismus im 20. Jahrhundert. In seiner bahnbrechenden Arbeit nahm Kanner den Begriff Autismus – den Eugen Bleuler in 1910 prägte und auf die für erwachsene Schizophreniepatienten typischen nach innen gerichteten, introspektiven Symptome zurückführte – und gab die Symptome aller elf Kinder seiner Studie die Bezeichnung „infantilen Autismus“. Kanner betonte, dass dies keine Vorstufe der Schizophrenie sei und dass die Symptome des Autismus bereits bei der Geburt und im frühen Leben offensichtlich und vorhanden seien. Diese Arbeit über den frühkindlichen Autismus, der auch Kanner-Syndrom bzw. Kanner-Autismus genannt wird, bildete die Grundlage für weitere Untersuchungen von Kanner und anderen über das, was später als Autismus-Spektrum-Störung bei Kindern bekannt wurde.
Über die elf Kinder, die Kanner zwischen 1938 und 1943 intensiv beobachtete, veröffentlichte er im Jahr 1971 einen Folgebericht mit Informationen über die Lebensumstände von neun der elf Kinder; einer Diskussion über die Erkenntnisse, die er aus ihren Schicksalen gewinnen konnte; einem Kommentar über den Stand der Autismus-Forschung im Jahr 1971; und einem Ausblick auf wünschenswerte, künftige Forschungs- und Behandlungsansätze. Aus dieser kleinen Gruppe war die damalige Situation von nur zwei Kindern als „Erfolgsgeschichten“ anzusehen: Donald Triplett und Frederick W. (Fall zwei). Während mehrere der Kinder in Pflegeanstalten verkümmerten, waren Donald und Frederick durch den Einfluss von fürsorglichen Erwachsenen befähigt worden, einen Beruf auszuüben und in ihren sozialen Umgebungen einigermaßen integriert zu werden. In einem Brief von Tripletts Mutter an Kanner stand: „Don ist zwar nicht ganz normal, aber er hat seinen Platz in der Gesellschaft sehr gut eingenommen, viel besser, als wir es uns je erhofft haben.“
Im Jahr 2007 nahmen die Journalisten John Donovan und Caren Zucker die Suche nach Kanners Fall eins auf. Infolge ihrer Recherchen besuchten sie Triplett in Mississippi und schrieben seine Lebensgeschichte für den 2010 erschienenen Artikel „Autism's First Child“ in The Atlantic auf. In ihrem 2016 veröffentlichten Buch über Autismus, In a Different Key (In einer anderen Tonart), das später auch zu einer sechsteiligen Dokumentarreihe für PBS adaptiert wurde, stellten sie Triplett auch vor. Der Film zeigt unter anderem, wie sich die vorbildhafte und fürsorgliche Integration von Triplett in seiner Heimatstadt sehr positiv auf den Lebensweg des weiterhin autistisch agierenden Mannes auswirkte.

## Tod
Triplett starb am 15. Juni 2023 zu Hause an Krebs. Er war 89.